# Palais-Royale (grattacielo)
Palais Royale è un grattacielo a Lower Parel, Mumbai. È l'unico edificio più alto di 300 metri in India ad ottenere un livello di LEED Platinum per la sostenibilità ambientale.

## Caratteristiche
L'edificio ha 120 appartamenti con superfici comprese tra 740 e 1300 m2. All'interno sono comunque presenti locali come una sala cinema, spa, campo da cricket, campo da badminton, campo da calcio e tre piscine. L'edificio è alto 320 metri e ha 56 piani. La costruzione, iniziata nel 2008 e dalla storia molto travagliata a causa dei numerosi cambi di progetto, si è conclusa solamente nel 2020.